# Aquile randagie
Le Aquile randagie furono quegli scout di Milano, Monza, Parma e Bergamo che continuarono a compiere attività giovanili clandestine quando il fascismo vietò tutte le associazioni scout.

## Il contesto: la nascita dello scautismo in Italia
Nel 1912 venne fondata la più antica organizzazione scout italiana tuttora esistente: il Corpo Nazionale Giovani Esploratori Italiani (CNGEI), di tipo non confessionale. Poco dopo, a Milano, nasce l'Associazione dei ragazzi pionieri italiani (ARPI). Nel 1916 viene fondata l'Associazione Scautistica Cattolica Italiana (ASCI) che diventerà la più importante delle associazioni italiane fino al 1974.

## Scioglimento dei reparti scout
La legge n. 5 del 9 gennaio 1927, appartenente alle cosiddette Leggi Fascistissime, decretò lo scioglimento dei reparti scout nei centri inferiori a 20 000 abitanti, e l'obbligo di inserire l'acronimo ONB (Opera Nazionale Balilla) nelle insegne dei gruppi rimanenti. Il 24 gennaio, Papa Pio XI fu costretto a dichiarare sciolta l'Associazione Scautistica Cattolica Italiana (ASCI). Il 9 aprile 1928 lo scautismo in generale fu dichiarato soppresso dal Consiglio dei ministri.
Anche il gruppo scout Milano 2 e il gruppo scout Milano 6 deposero ufficialmente le proprie insegne (fiamme), ma alcuni di essi si rifiutarono di cessare le attività. Grazie all'uso di messaggi in codice e cifrati, i ragazzi continuarono a ritrovarsi, tenendo anche regolari campi scout d'estate in Val Codera (provincia di Sondrio), e svolgendo regolari attività scout. Li guidavano Giulio Cesare Uccellini, capo del Milano 2, che prenderà il nome di Kelly durante la resistenza e che ebbe anche il soprannome di Bad Boy, affibbiatogli da J.S. Wilson, all'epoca direttore del Bureau Mondiale dello Scautismo, Virgilio Binelli detto Aquila Rossa, e Andrea Ghetti, del gruppo Milano 11, detto Baden.
Dopo l'armistizio dell'8 settembre 1943 le Aquile Randagie, insieme ad altri, diedero vita all'OSCAR (Organizzazione Scout, poi sostituito da Soccorso, Collocamento Assistenza Ricercati) che si impegnò nell'opera di salvataggio dei perseguitati e dei ricercati di diversa nazione, razza, religione, con espatri in Svizzera (noto quello di Indro Montanelli) e concludendo il proprio servizio a guerra finita proteggendo la vita anche a chi li aveva perseguitati in passato.
Altri gruppi scout clandestini rimasero attivi in Italia durante gli anni del fascismo: in particolare, un gruppo si riuniva addirittura a Palazzo Venezia, lo stesso dal cui balcone il Duce si affacciava per i suoi discorsi.

## Scout e fascismo
Nell'ottobre del 1922 salì al potere il partito fascista con lo scopo di costruire uno stato totalitario fondato sul controllo delle idee della popolazione italiana: per raggiungere questo obiettivo pose fin da subito molta attenzione all'educazione dei giovani. Il 14 gennaio 1926 nacque l'Opera Nazionale Balilla (ONB) e furono sciolte tutte le organizzazioni a carattere o inquadramento militare. Alcuni prefetti applicarono questa classificazione anche alle organizzazioni scout, nonostante spesso le autorità ecclesiastiche intervennero in loro difesa, e molte camicie nere cominciarono a compiere atti di violenza contro gli appartenenti ai gruppi scout, tanto che ad Argenta si arrivò ad uccidere Don Minzoni, fondatore del gruppo scout locale.
Per poter arginare i comportamenti fascisti, nel 1924 l'ASCI confluisce, anche grazie a Pio XI, nell'Azione Cattolica italiana rimanendo comunque totalmente autonoma. Il 3 aprile del 1926 furono approvate le cosiddette leggi fascistissime che stabilirono tra le altre cose anche lo scioglimento dei reparti scout nei centri con meno di 20 000 abitanti. Questa legge, a causa dei fragili rapporti esistenti con la Chiesa, fu applicata solo a partire dal gennaio 1927, ma comunque rappresentò un duro colpo per lo scautismo che vide drasticamente ridotto il numero dei suoi gruppi.
Da questo momento in poi la vita degli scout fu sempre più difficile, finché due anni dopo l'ASCI venne ufficialmente sciolta e il 22 aprile del 1928 furono deposte le fiamme (le insegne dei reparti) a Milano. In quello stesso giorno Ciacio Andrea, un lupetto del gruppo Milano 2, fece la sua promessa entrando nella famiglia scout: fu il primo atto simbolico di rivolta. In quell'occasione, nella cripta del San Sepolcro, di fronte alla "casa del fascio" da cui erano partiti i fascisti milanesi per la marcia su Roma, nacque l'impegno a durare "un giorno in più del fascismo".

## Periodo della giungla silente
La resistenza vera e propria inizia però un mese più tardi, il 27 maggio, quando un gruppo scout guidato da Giulio Cesare Uccellini compie un'uscita ai Corni di Canzo testimoniata da varie fotografie. Su una di queste è scritto: "È l'inizio Scout della Resistenza contro il fascismo", la resistenza durerà 16 anni 10 mesi e 29 giorni, che saranno chiamati, basandosi sul linguaggio di Kipling, il periodo della giungla silente. Questo piccolo nucleo di scout cerca in poco tempo di creare un'organizzazione di facciata per coprire le proprie attività, fondando nel 1929 il Convegno cattolico Pierino Delpiano, ma presto, in seguito a discussioni di natura metodologica col sacerdote della parrocchia ospitante, Uccellini e Binelli creano le Aquile Randagie (AR), un gruppo formato da una ventina di ragazzi tra gli undici e i diciassette anni legato soltanto dai valori dello scautismo. Una delle aquile randagie di maggior rilievo è sicuramente Andrea Ghetti (Baden) il quale, dopo aver avvicinato lo scautismo nel 1927, vi aderisce pienamente e diventa dal 1939 in poi assistente ecclesiastico del gruppo milanese intrattenendo contatti anche con le alte cariche ecclesiali (il card. Schuster è a conoscenza dell'esistenza delle Aquile Randagie e la sostiene anche se non apertamente).
La repressione fascista prosegue sempre più efferata e, per proteggersi, le aquile randagie si coprono con degli pseudonimi: Uccellini è Kelly o Tigre, Binelli è Aquila Rossa, Andrea Ghetti è Baden, Vittorio Ghetti è Cicca, e sfruttano tutte le tecniche apprese nello scautismo per comunicare senza essere capiti, posizionando i propri avvisi scritti con l'ausilio di vari codici (dal codice morse al linguaggio del bosco) in un buco della terza colonna della Loggia dei Mercanti. Questi primi anni sono caratterizzati da violenze ancora limitate e le intimidazioni, pur non mancando, sono comunque relativamente rare (la perquisizione in casa Luppi non è molto severa, e Fracassi di ritorno da un’Uscita, è circondato da alcuni fascisti che lo deridono, lo spintonano e alla fine lo percuotono). Tuttavia la vita clandestina è vissuta con serenità e come parte integrante del gioco.
Ogni domenica si svolge un'uscita nella pianura vicino a Milano o in Brianza; si parte infagottati in doppi vestiti per raggiungere il luogo prefissato dove si rimane in perfetta uniforme a svolgere attività semplici di gioco e tecnica, mentre in settimana l'attrezzatura rimane a casa di don Fusi che la custodisce in un sotterraneo di San Sepolcro, proprio il luogo dove era stato firmato il manifesto dei Fasci di combattimento.
Durante tutto il periodo della giungla silente vengono realizzati campi estivi, settimane passate in cammino o in campi stabili totalmente dedicate allo scautismo, se si fa eccezione per gli anni 1933 e 1937 in cui alcune Aquile Randagie parteciparono ai jamboree mondiali di Ungheria e Paesi Bassi.

### Negli anni trenta
Nel 1930 viene fondato il giornale Estote parati (traduzione latina del motto scout "sii preparato"), nel quale vengono descritte le attività svolte e raccolti canti e appunti di tecniche scout. Questo giornale è oggi molto utile in quanto dà anche la possibilità di comprendere i rapporti instaurati con le autorità diocesane e il numero dei membri che compongono le Aquile Randagie, dati che mostrano un continuo sviluppo del movimento. I nuovi membri vengono sempre scelti fra famiglie provatamente antifasciste, anche perché, vivendo lo scautismo, si rischiavano pestaggi da parte delle camicie nere e talvolta addirittura il carcere.
Nonostante il regime cercasse di reprimerli, gli scout italiani non erano isolati nella loro clandestinità, infatti alcuni di essi divennero presto membri onorari di reparti francesi e svizzeri e nel 1933 tre Aquile Randagie, don Violi (Denvi), Kelly e Bertoletti (un operaio scout, il cui pseudonimo è "Tulìn de l'oli", dialetto milanese per “Barattolino dell’olio”, reclutato come dattilografo sebbene non avesse mai visto una macchina da scrivere), parteciparono al Jamboree in Ungheria dove poterono confrontarsi con altri scout di tutto il mondo.
Le repressioni non intaccarono l'umorismo e lo spirito goliardico di Kelly, come mostra una "beffa" operata nel '35 dalle Aquile Randagie nei confronti dei fascisti: alla fine di una messa svoltasi in divisa nella chiesa di San Sepolcro, gli scout si trasferiscono in piazza Cordusio dove stanno sfilando tutte le organizzazioni fasciste e naziste in occasione di una manifestazione della Gioventù hitleriana. Kelly, con alcuni scout sale sul palco d'onore e si posiziona indisturbato a fianco dei grandi gerarchi nazisti e fascisti dileguandosi poco prima della fine della parata.
Due anni più tardi il Jamboree si tiene nei Paesi Bassi, a Vogelenzang: anche in questa occasione una delegazione delle Aquile Randagie partecipa aggregata agli scout della Corsica. Essa è composta da Kelly e i due fratelli Ghetti; il gruppo ha anche l'onore di incontrare Baden-Powell che elogia le Aquile Randagie e le invita a continuare affidando a Uccellini l'incarico di nominare i futuri capi italiani; ciò mostra come le Aquile Randagie e la delicata situazione italiana fossero noti ad alcuni capi scout europei.

## La guerra

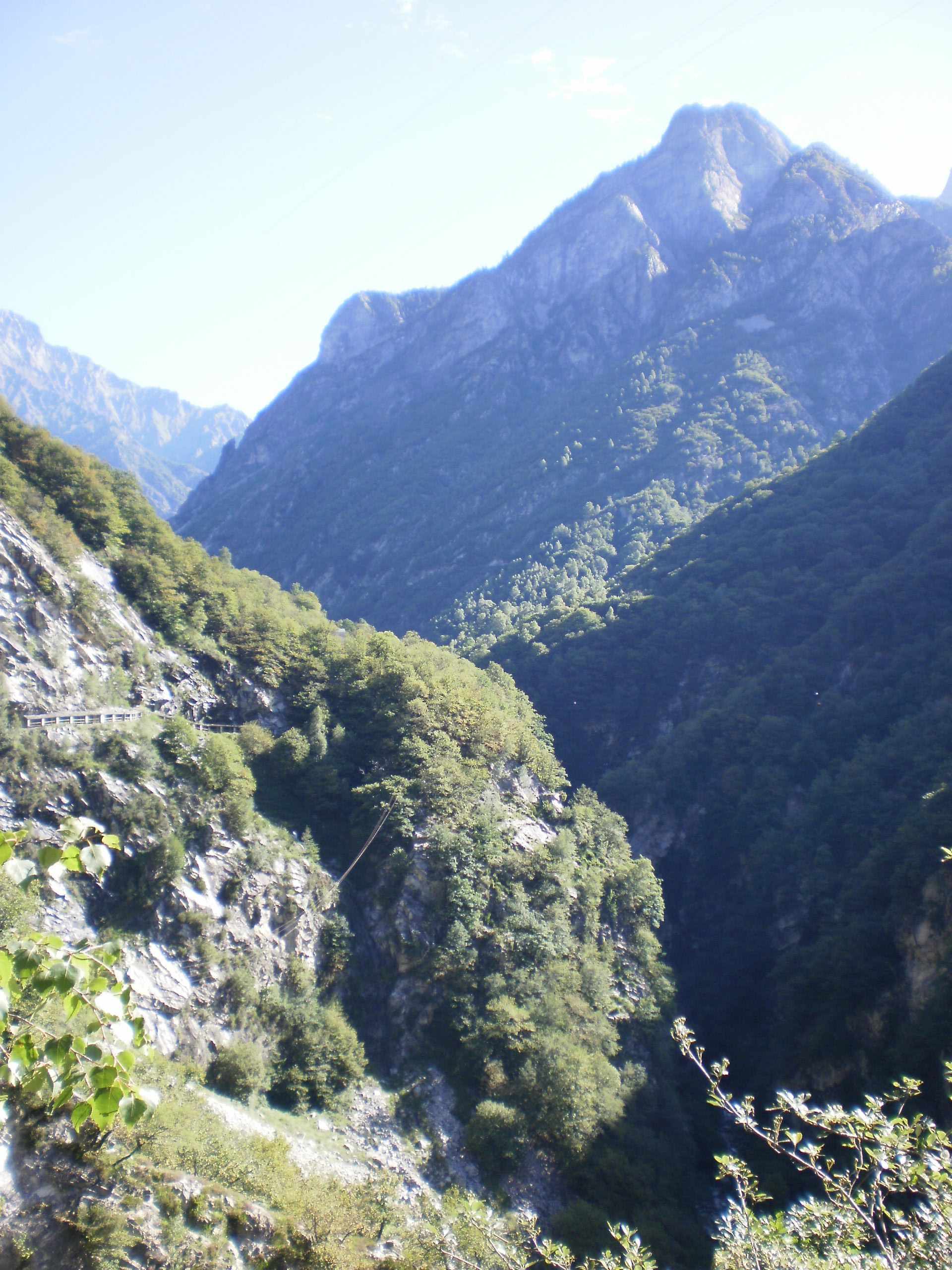
La Val Codera

L'anno successivo, proprio una settimana dopo l'invasione della Polonia, le Aquile Randagie visitano una valle che definiranno "il paradiso perduto" e con cui intesseranno un forte legame: la Val Codera, situata poco sopra Novate Mezzola. Qui si svolgono i campi estivi del 1941 e del 1942, e grazie alla complicità della guardia di finanza non fascista e dei valligiani si possono svolgere le tipiche attività scout in perfetta uniforme senza troppe preoccupazioni, cosa che non accadeva da alcuni anni a causa del timore di "soffiate" ai fascisti.
Nel 1940 però, a seguito dell'entrata in guerra dell'Italia a fianco della Germania, molte delle Aquile sono richiamate nell'esercito. Le attività tuttavia non diminuiscono, grazie anche all'interessamento di monsignor Montini, che invita Baden a continuare nonostante i rischi della vita clandestina aumentino, come dimostra l'attacco a Kelly del 3 ottobre 1942, a causa del quale perderà in parte l'udito e rimarrà vari giorni in ospedale.
Nel 1942 iniziano anche i rapporti con la famiglia Osio, il cui figlio è allievo di Baden, che offre parte della sua tenuta di Montecchio di Colico prima come terreno per il campo del 1943 e, finita la guerra, come campo-scuola intitolato a Kelly (destinazione che rimane tuttora, facendone un posto caro agli scout di tutt'Italia).
Durante l'inverno 1942-1943 gli alleati bombardano Milano causando 171 morti civili e la distruzione di parte della città, fra cui anche le case di alcuni scout. In questo clima drammatico ci si avvia verso il declino e la successiva caduta del fascismo che avviene proprio durante il campo estivo a Colico (25 luglio).

### L'attività di OSCAR
Dopo la firma dell'armistizio (8 settembre 1943) l'invasione tedesca e la formazione della Repubblica Sociale Italiana (RSI), vengono subito promulgate leggi sulla consegna alle autorità nazi-fasciste dei prigionieri di guerra, alcuni dei quali sono rifugiati da don Bigatti che si rivolge a Baden. Si propone subito il dilemma se subire passivamente o diventare partigiani e la risposta viene data seguendo i principi scout: "Noi non spariamo, noi non uccidiamo… noi serviamo!". Viene quindi combattuta una resistenza disarmata e passiva. Baden istituisce già il 12 settembre del 1943 l'O.S.C.A.R. (la sigla starebbe per Organizzazione Scout, sostituito quasi subito con Soccorso, Collocamento Assistenza Ricercati), la cui attività consiste principalmente nell'espatrio di ebrei, renitenti alla leva e ricercati politici in Svizzera. È da sottolineare come questa non sia l'unica rete di aiuto ai profughi presente in Italia ma sicuramente una tra le più attive, organizzate e veloci.
Una fondamentale attività dell'OSCAR è la continua fabbricazione di documenti falsi, ottenuti grazie anche alla collaborazione di timbrifici e amici che lavorano in questura. Il rischio maggiore tuttavia consiste nel varcare il confine, costantemente sorvegliato e recintato con filo spinato; un esempio della pericolosità di questo tipo di azioni può essere l'espatrio di dieci greci, durante il quale, a causa della disattenzione di uno di questi, Kelly e Baden rischiano la vita riuscendo però a non essere visti e a far passare i profughi oltre il confine.
Un altro episodio significativo è il finto rapimento di Gabriele Balcone, bambino di madre ebrea, avvenuto nel dicembre 1943. La famiglia, mentre tenta di varcare il confine, viene catturata e il piccolo è lasciato dalle SS nella Casa San Giuseppe di Varese in attesa di essere deportato a Buchenwald. L'OSCAR si mobilita e fa trasferire il piccolo in ospedale col pretesto di un intervento chirurgico; qui dopo che ne è determinata con esattezza la posizione, Kelly e Baden, l'uno travestito da medico l'altro che lo attende in macchina, rapiscono Gabriele e, dopo averlo nascosto qualche tempo, lo restituiscono al padre col quale emigrerà in Australia. Un altro impegnato nell'attività è Giovanni Barbareschi, all'epoca diacono, al quale la Comunità ebraica di Milano attribuirà nel 1955 un attestato di merito come giusto fra le nazioni.
Non sempre però le cose vanno bene: Peppino Candiani, appena diciannovenne, perde la vita sul fiume Tresa mentre cerca di far espatriare un lituano che, preso da vertigini, si mette a urlare richiamando l'attenzione dei nazifascisti che crivellano il giovane.
A causa dell'attività sempre più intensa, la repressione fascista nei confronti dell'OSCAR diviene sempre più aspra e proprio Baden, dopo che il cardinale Ildefonso Schuster gli comunica che le Brigate Nere e le SS lo stanno cercando con l'ordine di sparare a vista, è costretto a nascondersi per un breve periodo, e grazie a un errore di battitura del suo cognome nei rapporti della polizia riesce a sfuggire ai militari. Anche in un periodo travagliato dai rastrellamenti e nonostante le attività con l'OSCAR le Aquile Randagie proseguono, seppur tra mille difficoltà, le loro attività scout comprese uscite e campi: questi si svolgono nel 1943, come già detto, a Montecchio di Colico (Lecco) e nel 1944 Baccanello di Calusco d'Adda (Bergamo).
L'OSCAR non era l'unica attività extra scout: Natale Verri, detto "Nino", dopo aver disertato, diviene partigiano ma per non abbandonare un compagno ferito sul campo viene catturato e, il 16 aprile del 1945, fucilato.

### Il Ribelle
Nel 1944 Teresio Olivelli, Carlo Bianchi (entrambi impegnati nell'OSCAR) insieme a Claudio Sartori fondano il giornale clandestino Il Ribelle, organo di stampa delle Brigate Fiamme Verdi, formazioni partigiane di orientamento cattolico. Collabora al giornale anche Giovanni Barbareschi. Il giornale riporta il sottotitolo "esce quando può e come può".
Olivelli e Bianchi vennero poco dopo catturati per colpa di un delatore e portati nel campo di transito di Fossoli. Bianchi fu fucilato, Olivelli fu deportato a Hersbruck dove fu ucciso da un sorvegliante per aver difeso un altro prigioniero.

## Il dopoguerra

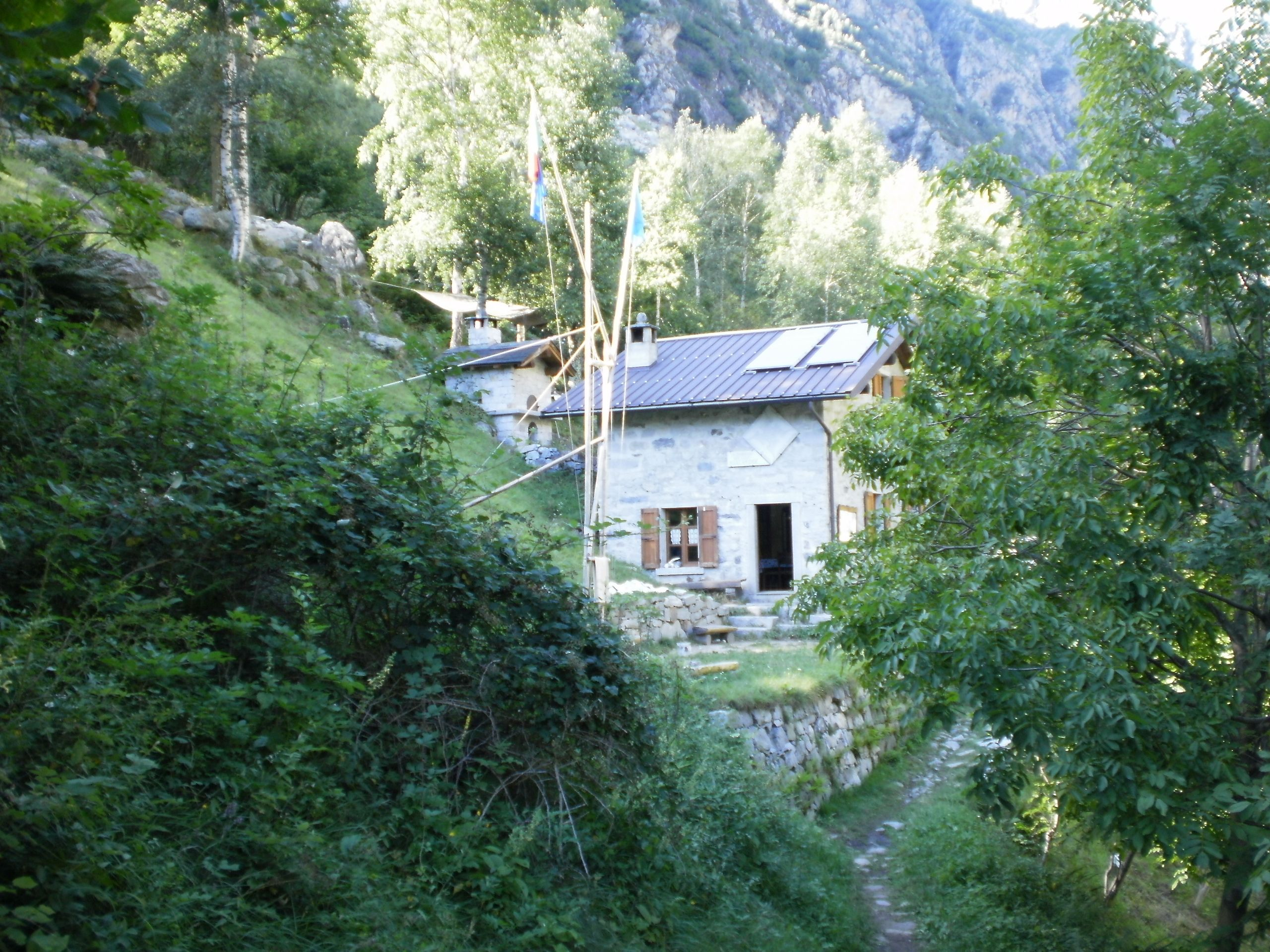
La Centralina, base scout in Val Codera

Pochi giorni dopo questo fatto arriva l'attesa liberazione. Inizia il periodo della ricostruzione. Non ci sono trionfalismi per le Aquile Randagie o per l'OSCAR il cui bilancio è sicuramente molto interessante: nei 20 mesi di occupazione nazista ci sono stati 2 166 espatri tra i quali anche quello di Indro Montanelli, 3 000 documenti falsi stampati e una spesa complessiva di 10 milioni di lire di allora.
Ma l'attività delle Aquile Randagie continua con gesti di prevenzione contro gli odi e le vendette verso i vinti, per esempio con un presidio "armato" della stazione ferroviaria di Sesto San Giovanni per lasciare passare un treno sanitario tedesco.
Dal punto di vista prettamente scout invece, nella parte d'Italia liberata dagli Alleati, fremono intanto i preparativi per il rilancio dell'ASCI: numerose sono infatti le riunioni del Commissariato Centrale con relative circolari. Significativa è una di queste in cui si richiede alle Aquile Randagie l'organizzazione della gerarchia dell'ASCI lombarda che si trova sotto l'occupazione tedesca, e significativa è per la risposta: "Per quel che riguarda la regione lombarda, la gerarchia è già praticamente costituita dato che la nostra attività è stata ininterrotta dal 1928. Quindi per noi non è una ripresa, ma la continuazione del lavoro che da venticinque anni stiamo svolgendo". L'ASCI nel 1974 si fuse con la sua associazione femminile corrispondente, l'Associazione Guide Italiane (AGI), creando così l'Associazione Guide e Scouts Cattolici Italiani (AGESCI).
L'apporto metodologico delle Aquile Randagie viene trasmesso mediante la cura della formazione Capi inaugurando il Campo Scuola di Colico con il primo Campo Scuola lombardo per capi clan e il primo per capi esploratori. E non dimentichiamo che l'importante carenza metodologica della branca Rover ferma al 1928 dà l'opportunità a Baden di inventare il Roverismo italiano, sulla base delle esperienze cattoliche dei belgi, francesi, svizzeri, originando il Clan, con le sue giornate dello spirito, il noviziato, la B.A. di Natale, la Carta di Clan, il capitolo, l'inchiesta, l'impresa, il servizio, la spiritualità della strada, il campo di clan, la vita rude, la "strada maestra di vita semplice povera faticosa", la comunità del servizio, la partenza scout.

## Cinematografia
Nel 2019 è stato prodotto il film Aquile randagie, diretto da Gianni Aureli, che racconta la loro storia.

## Componenti
La lista è parziale, i nominativi incompleti (solo nome, cognome o soprannome) o totalmente sconosciuti non sono stati inseriti.

### Gruppo di Milano

#### Sacerdoti
- Mons. Andrea Ghetti - Baden
- Don Guido Aceti - Akela
- Mons. Giovanni Barbareschi - don Paolo, Aquila nera
- Fra Raimondo Bertoletti - Avonio, Castoro, Tulìn de l'oli
- Mons. Antonio Bossi
- Don Gaetano Fusi
- Mons. Davide Antonio Merisi
- Don Italo Pagani
- Don Giuseppe Sisti
- Mons. Enrico Violi - Denvi
- Don Alfredo Zanolli

#### Laici
- Giulio Uccellini - Tigre, Kelly, Bad Boy
- Virgilio Binelli - Aquila Rossa, Pirox
- Virginio Agretti
- Silvio Alberti
- Giovanni Anderloni
- Emilio Baroni - Emilio IV
- Arnaldo Basini
- Umberto Bianchi Bolzedi
- Angelo Brizzi
- Ubaldo Caneva
- Giorgio Anteo Cavadini - Teo
- Pietro Cedrati - Garden
- Enrico Confalonieri - Coen, Lupo Solitario
- Walter Contini
- Emilio Corbella
- Gian Franco Corbella - Hati
- Luciano Corbella
- Paolo Crippa
- Silvio Croda
- Alfonso De Gradi
- Dino Del Bo
- Silvano De Paoli
- Ludovico Farina
- Antonio Fossati
- Gaetano Fracassi - Sionne, Sparviero del mare, disperso in azione nell'Atlantico nel 1944
- Arturo Fugazza
- Gianni Gambari - Rurik
- Mario Gambari
- Giovanni Gatti
- Vittorio Ghetti - Cicca, Volpe Azzurra
- Giuseppe Glisenti - Dakar, Giaguaro
- Emilio Landenna - Andan
- Angelo Landrini
- Davide Lucchelli
- Arrigo Luppi - Morgan
- Emilio Luppi - Buck, Scoiattolo, disperso nella campagna italiana di Russia
- Enrico Maderna
- Niso Mara - Kluber
- Luigi Mastropietro - Mowgli
- Giuseppe Mira
- Camillo Monti
- Lelio Oldrini
- Angelo Orsenigo
- Oreste Podio
- Carlo Ponzini
- Martino Prada
- Ezio Ravicini - Aquila Grigia
- Mario Rebosio
- Giorgio Righi
- Franco Rognoni
- Gabriele Rognoni
- Giuseppe Rossi
- Renato Salmini
- Giuseppe Santoni
- Mario Scandellari - Lupo della selva, Nasa
- Giulio Simi - Alce
- Alcide Toffoloni
- Franco Uccellini, fratello di Giulio
- Carlo Verga, futuro sindaco di Laglio[7]
- Alberto Verri
- Natale Verri detto Nino, fucilato dai nazifascisti il 16 aprile 1945 a La Thuile (Italia)
- Giacomo Voi
- Enrico Zuppi

### Gruppo di Monza

#### Sacerdoti
- Mons. Aldo Mauri

#### Laici
- Beniamino Casati - Lupo Bigio, fondatore delle Aquile randagie monzesi
- Achille Banfi - Alce
- Camillo Banfi - Cervo, Cammello
- Giulio Banfi - Zebra
- Mario Brioschi - Bisonte
- Pier Enrico Brioschi
- Renzo Casiraghi
- Fulvio Castaldo
- Alessandro Castiglioni
- Giovanni Cremona
- Giovanni Faglia
- Nino Fioretti
- Giovanni Gatti
- Mario Isella - Bufalo[8]
- Cesare Manzi
- Giorgio Morerio
- Giovanni Mauri - Barbagianni
- Peppino Nobili - Leprotto
- Carlo Pellagatta
- Gianni Ponti - Bagheera
- Antonio Redaelli
- Achille Rimoldi
- Carlo Sala
- Gianni Salzano - Cicala
- Giuseppe Sapienza
- Angelo Veronesi

### Gruppo di Parma

#### Sacerdoti
- Don Ennio Bonati - Gabbiano
- Padre Paolino Beltrame Quattrocchi, nato Cesare, figlio dei coniugi beati Luigi Beltrame Quattrocchi e Maria Corsini

#### Laici
- Luigi Ambrosioni
- Giampaolo Mora - Daino
- Giancarlo Belli

### Altri
- Nina Kauchtschischwili (italianizzato Kaucisvili), docente universitaria, pronuncia la promessa nelle mani di Giuliana di Carpegna, nipote di Mario fondatore dell'ASCI, e di padre Ruggi d'Aragona nelle catacombe di Priscilla a Roma il 28 dicembre 1943; trasferitasi a Milano, entrerà poi in contatto con Kelly e Baden collaborerà nel gettare le basi per la fondazione dell'AGI[9]
- Pio Alessandrini - Lupo Brontolone, deputato e senatore della Democrazia cristiana, durante la resistenza rischiò la vita trasportando quattordici fuggitivi; prima di entrare in Parlamento fu Commissario provinciale dell'ASCI per Varese e Como e incaricato regionale alla stampa[10]
- Gino Armeni, di Roma
- Ferruccio Comnasio, di Seregno
- Adalberto Giulianelli, di Roma
- Mario Mansueti, di Roma
- Umberto Osio, di Colico, avvocato e colonnello degli Alpini, mette a disposizione il terreno su cui ancora oggi sorge il Campo scuola Kelly amministrato da Agesci per l'organizzazione dei campi di formazione per i propri soci[11].